# Konrad Wernicke (Jurist)
Konrad Adolf Ludwig Wernicke (* 15. November 1905  in Ratibor, Oberschlesien; † 2002 in Frankfurt am Main) war ein deutscher Rechtsanwalt und Syndikus.

## Leben

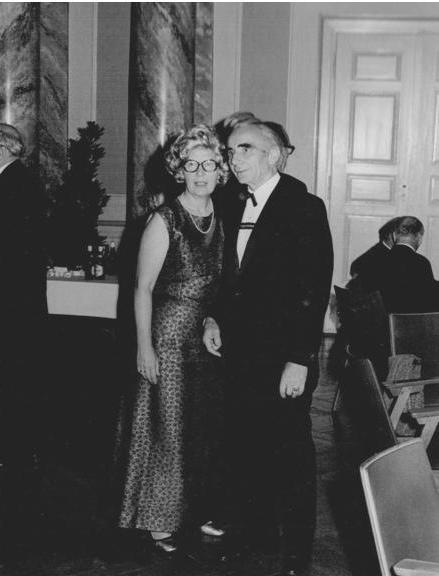
Konrad Wernicke 1969

Als Sohn des Oberstaatsanwaltes Adolf Wernicke entstammte Wernicke einer alten und bekannten Juristenfamilie. Schon Mitte des 17. Jahrhunderts waren deren Vorfahren Professoren der Rechte in Jena.
Nach dem Besuch des Gymnasiums Kreuzgasse in Köln und des Kaiserin-Augusta-Gymnasium Koblenz nahm er zum Sommersemester 1924 das Studium der Rechts- und Staatswissenschaften an der Universität Tübingen auf und renoncierte bei der Landsmannschaft Schottland. 1928 legte er in Breslau das Referendarexamen mit Prädikat ab. Im selben Jahr schrieb er seine Dissertation über ein Thema des Notargebührenrechts, die noch in jenem Jahr in der Zeitschrift des Deutschen Notarvereins veröffentlicht wurde. Dem 1931 in Berlin ebenfalls mit Prädikat bestandenen Assessorexamen schloss sich eine kurze Tätigkeit bei der Reichsfinanzverwaltung in Hirschberg und Breslau an.
Von 1933 bis 1944 arbeitete Wernicke als Richter an verschiedenen schlesischen Gerichten, zuletzt in Gleiwitz.
1944 verließ Wernicke den Justizdienst, um sich in der Industrie zu betätigen. Bei der Zellstoffabrik Waldhof – späterhin Papierwerke Waldhof-Aschaffenburg AG –, in deren Hauptverwaltung er 1944 eintrat, übernahm er 1955 als Direktor die Leitung der Rechtsabteilung und die Stellvertretung des Personalchefs.
Sein Interesse galt auch den allgemeinen Belangen der Industrie. Dies bekundet seine Mitarbeit in zahlreichen industriellen Organisationen und Institutionen. Wernickes besonderes Interesse galt fortan den grundlegenden Fragen des Wirtschaftsrechts; Schwerpunkte bildeten das Gesellschaftsrecht und der Umweltschutz. Er beeinflusste die Entwicklung des Wasserrechtes durch Mitgestaltung der Gesetzgebung und durch zahlreiche wissenschaftliche Beiträge. Ferner war er Mitglied am Institut für Wasserrecht der Universität Bonn und Ehrenmitglied des Rechtsausschusses des Verbandes Deutscher Papierfabriken. Daneben betätigter er sich als Vorsitzender des Schiedsgerichts der Industrie- und Handelskammer Wiesbaden sowie im Ost-Ausschuss der Deutschen Wirtschaft.
Nachdem Wernicke 1974 seinen Posten als Chefjurist der Papierwerke Waldhof-Aschaffenburg niederlegte, war er bis 1999 in der Rechtsanwaltssozietät Peltzer & Riesenkampff beziehungsweise CMS Hasche Sigle aktiv.

## Veröffentlichungen
Zu seinen Werken zählen neben den weit über hundert juristischen Fachveröffentlichungen:
- Jugendjahre im Schatten des NS-Regimes. Erinnerungen eines schlesischen Juristen, Bergstadtverlag, Würzburg 1995, ISBN 978-3870571993.
- Flucht und Neubeginn: Schicksalsjahre eines Unternehmens 1944 - 1948, Bergstadtverlag, Würzburg 1996, ISBN 3870572116.